# Wuthering Heights (téléfilm, 2003)
Pour les articles homonymes, voir Les Hauts de Hurlevent (homonymie).
Pour plus de détails, voir Fiche technique et Distribution.
Wuthering Heights est un téléfilm américain de Suri Krishnamma, inspiré du roman d'Emily Brontë : Les Hauts de Hurlevent, et réalisé en 2003.

## Synopsis
C'est une tentative de transposition à l'époque contemporaine du roman d'Emily Brontë : Les Hauts de Hurlevent. Les landes sauvages du roman initial sont abandonnées au profit de la côte californienne (même si le tournage s'est fait en fait à Porto Rico).  L'héroïne s'appelle Cate, appartenant à une famille aisée ayant son manoir sur cette côte, et son frère aîné, Hindley, est renommé en Hendrix. L'âme sœur de Cate est Heath, d'origine plus modeste, qui rêve de devenir une rock star, mais, s'il attire l'attention de Cate, il déchaîne aussi la jalousie de son frère Hendrix. Cate est également attirée par Edward et Isabel Linton, des adolescents riches et choyés.

## Fiche technique
- Réalisation : Suri Krishnamma[2]
- Scénario : Max Enscoe et Annie DeYoung, adapté du roman d'Emily Brontë : Les Hauts de Hurlevent
- Montage : Jeff Wishengrad
- Musique rock de Stephen Trask[1], et chansons composées par Jim Steinman[2],[3]

## Distribution
- Erika Christensen : Cate
- Mike Vogel : Heath
- Christopher Masterson : Edward
- Johnny Whitworth : Hendrix
- Katherine Heigl : Isabel Linton
- John Doe : Earnshaw
- Aimee Osbourne : Raquelle
- Katelin Petersen : Cate jeune / La fille de Cate
- Adam Taylor Gordon : Heath jeune
- Seth Adkins : Hendrix jeune